# Vista òptica

La vista òptica, és el gravat imprés sobre un paper creat expressament per veure'l a l'interior d'una caixa òptica. És l'element principal de l'espectàcle. La imatge era de forma rectangular i la perspectiva era molt determinada, perquè a través de la lent de l'òptica, havia de donar sensació de profunditat.

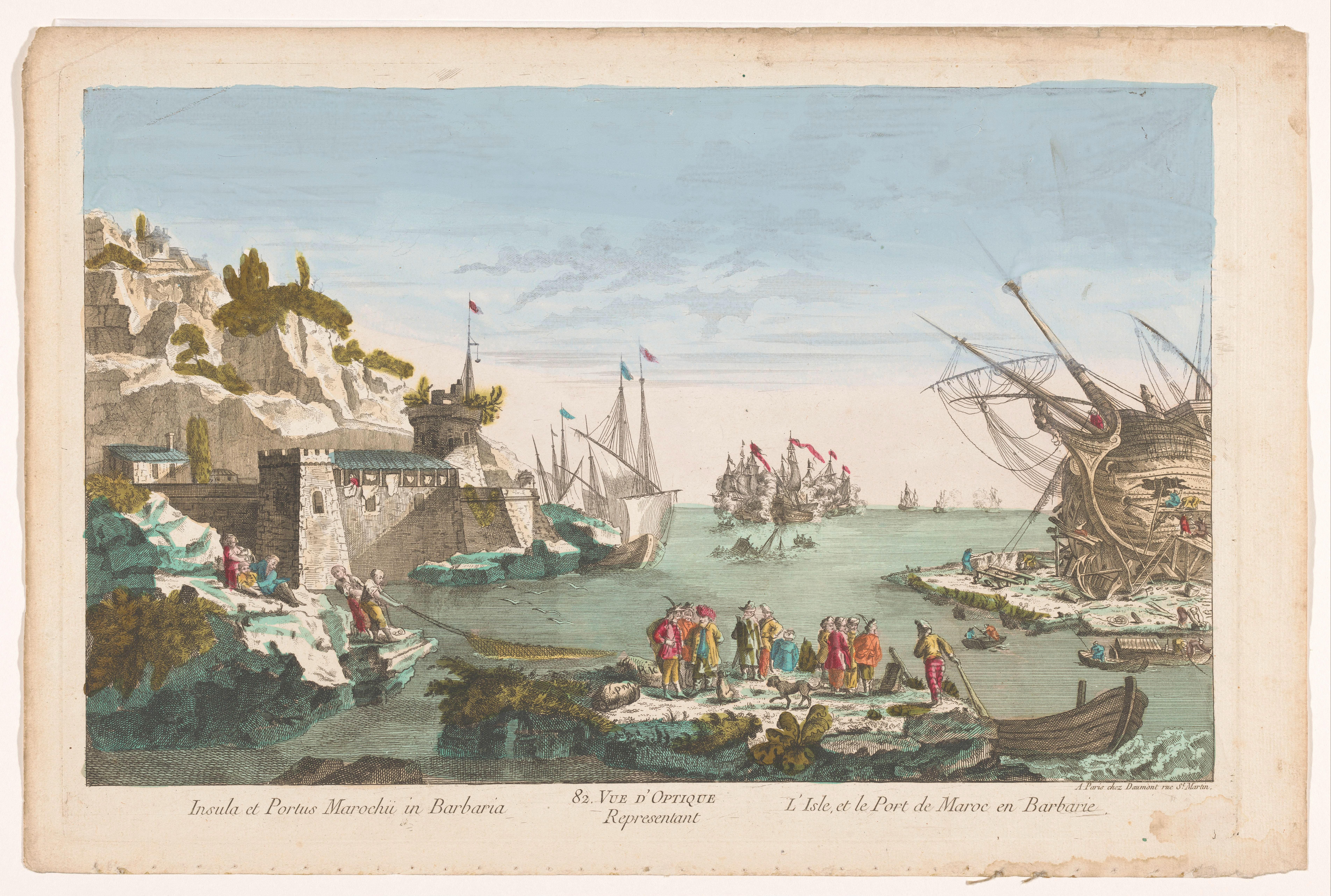
Vista d'òptica de temàtica notícies

Apareixen a Anglaterra a la primera meitat del segle xviii, derivat de les "perspectives". El nom de Vistes òptiques es va popularitzar a partir de 1740, el seu exit es va estendre per tot Europa durant la segona meitat del segle i va començar a perdre importància cap al 1800. Les principals ciutats productores varen ser: Londres, París, Augsburg i Bassano del Grappa.

## Característiques
Les vistes òptiques són unes estampes realitzades amb gravat, que s'acolorien a mà, en guaix o en aquarel·la, amb molta cura. Servien d'entreteniment tant a les classes populars com a les classes més altes. Es representaven ciutats, monuments i paisatges de tot el món.
Diversos elements caracteritzen una vista òptica, tot i que no sempre es reunien totes:
- Format, bastant normalitzat: l'element d'impressió mersurava aproximadament 23 x 40 cm, el full 30 x 45 cm1. Les dimensions variaven lleugerament segons el centre de producció.Vista òptica de Roma

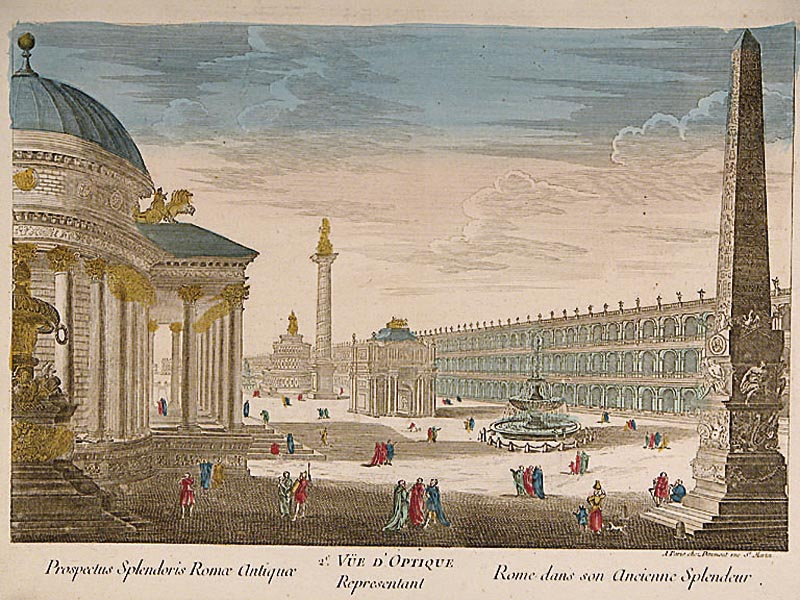
Vista òptica de Roma

- Tema, principalment vistes topogràfiques (paisatges, monuments) o interiors arquitectònics (esglésies, palaus)
- Una llegenda explicativa, de vegades traduïda a diversos idiomes.
- Un títol superior, generalment gravat al revés, de manera que aparegui al lloc correcte del dispositiu òptic.

Perspectiva accentuada i un angle de visió superior al de l'ull humà (és a dir 46°), de manera que es produeixi un efecte mitjançant el dispositiu òptic.
Es visualitzaven mitjançant un aparell denominat Zograscopi, que gràcies a un joc de lents i miralls, aconsegueix potenciar els efectes de profunditat i volum. Per això moltes d'aquestes estampes havien de tenir una perspectiva molt profunda, un primer pla, un punt de fuga a l'horitzó situat al centre de la vista aproximadament i l'angle de vista de la imatge havia de ser més gran que l'angle de visió mitjana de l'home.

Les vistes òptiques són considerades un antecedent del pre-cinema.

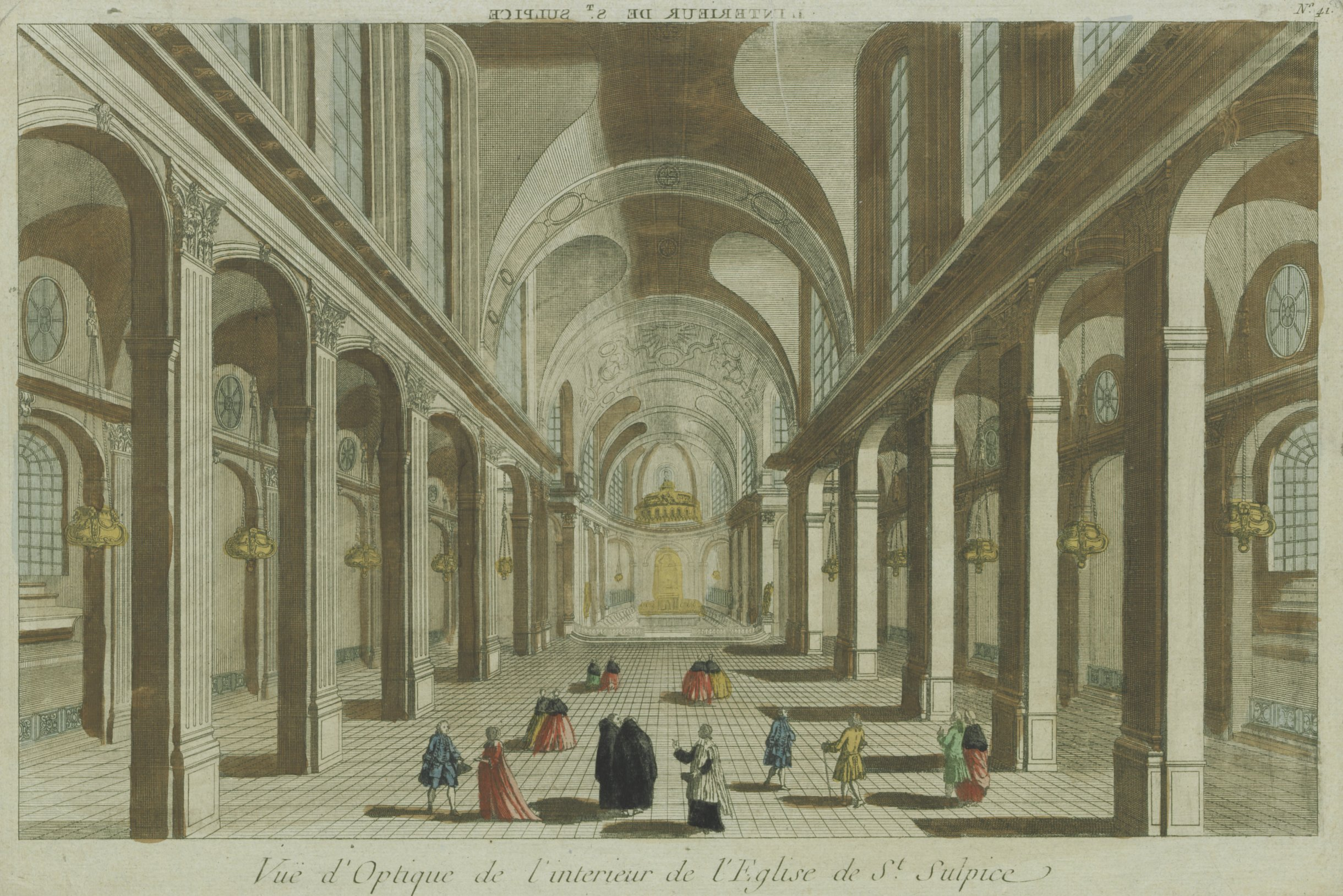
Vista òptica d'interior d'una església.

## Temes
Les vistes òptiques inclouen principalment temes topogràfics (paisatges urbans, monuments destacats, castells, palaus, ports i jardins). De vegades llocs concrets del món, per a satisfer aquells que no podien viatjar (Amèrica, Extrem Orient). Algunes vistes tracten esdeveniments significatius (escenes històriques com la pesta del 1720, terratrèmols, incendis, matrimonis reials) o escenes de notícies, que es van multiplicar en les dues darreres dècades del segle (presa de la Bastilla, festa de la 14 de juliol, exposició de la màquina infernal). Les festes, les il·luminacions i els focs artificials també són un tema popular.
Una petita part de la producció tracta temes bíblics, mitològics, al·legòrics o moralitzadors. Aquesta línia editorial es deu principalment a les editorials d'Augburg.
Les visions òptiques amb el motiu original són rares: totes o gairebé copien les estampes existents, sovint gravades a partir de dibuixos o pintures. Jacques Rigaud, Nicolas Ozanne, Giuseppe Vasi, Giovanni Battista Piranèsi, Giuseppe Zocchi són un dels models més utilitzats. Els gravadors també podrien inspirar-se en paisatges llunyans descrits en contes de viatgers. El gravador també podria ser un dissenyador que viatja per tot Europa i aportant esbossos que després s'enregistren com a vistes òptiques. Friedrich Bernhard Werner va ser viatger i dissenyador de diverses impressores a Augsburg al segle xviii.
Les ciutats més representades són: París, Roma, Londres, Venecia, San Petesburgo, Viena, Florencia, etc. Altres representen monuments i reconstruccions de ciutats antigues o exòtiques de països llunyans com Turquía, Persia o la Xina.
És el resultat d'aquestes còpies i adaptacions de vistes a vegades fantasioses, molts cops allunyades de la realitat, ja que influenciava la imaginació del dibuixant i la reutilització d'una mateixa planxa per imprimir imatges de llocs diferents.

## Procediment
Les que es fabricaven al segle xviii, eren gravats fets utilitzant el sistema d'aiguafort. La base era una planxa de coure vermell, que s'havia d'anar allisant, deixant-la compacta i homogènia. Després s'aplicava un vernís i al assecar-se es feia el dibuix rallant el vernís amb una punta molt fina. Es vessaba un àcid, que eliminava el vernís en les parts dibuixades, un cop havia desaparegut per complert, s'havia de tintar la planxa per les marques que havia deixat l'àcid. Per acabar s'havia de col·locar la planxa de cobre amb la fulla del paper on es faria el gravat, ún cop quedava imprés en el paper, s'aoloria aquest normalment amb aquarelas, que feien les dones i els nens.

## Dispositius de visualització

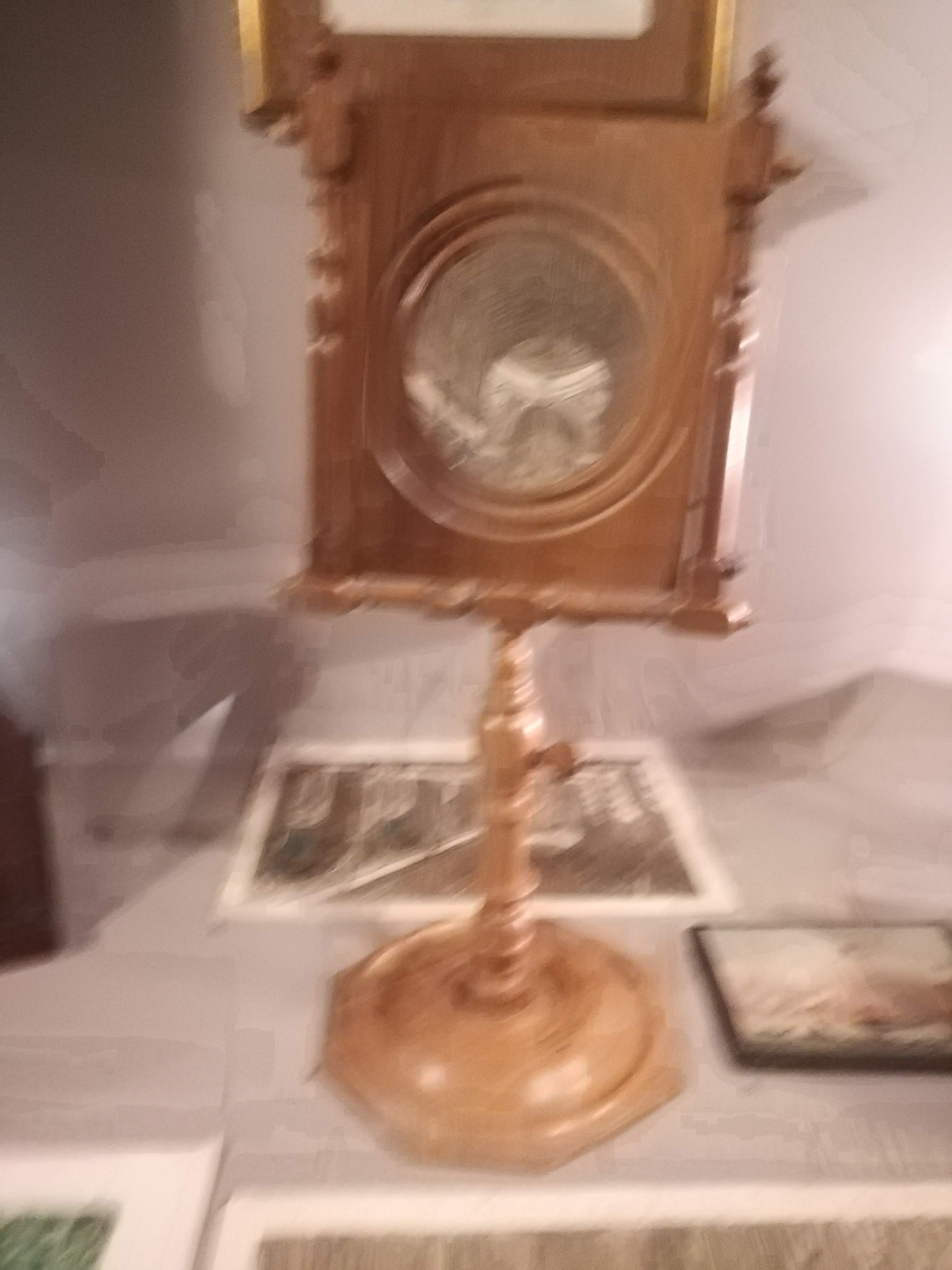
Zoograscopi

Per a poder visualitzar les vistes òptiques correctament, s'ha de fer mitjançant un instrument òptic que distorsioni la imatge i doni a l'espectador sensació de profunditat.
Existeixen diversos dispositius: el Zograscopi i la caixa òptica, de tipus catoptric o diòptric. Totes es basen en el principi de visió binocular habilitada per lents de gran diàmetre (de 12 a 15 cm).
La caixa és composta per una doble lent convexa de mida gran i un mirall fix disposat en angle, al darrere de la lent. Els raigs de llum refractats per la lent penetren paral·lelament als ulls de l'espectador, donant lloc a una impressió de distància de la vista, perquè el cervell interpreta les dues imatges com una de sola si es fa des d'una certa distància, creant així la il·lusió d'un tunel de visió. La vista ha d'estar ajustada a una distància idèntica a una distància focal de la lent. Per exemple, per a la lent de l'òptica Flaugergues, heu de situar la vista a 70 cm de la lent. En l'efecte influeix la composició de la imatge, una perspectiva forta i un gran angular, com els colors contrastats que s'utilitzen per pintar.

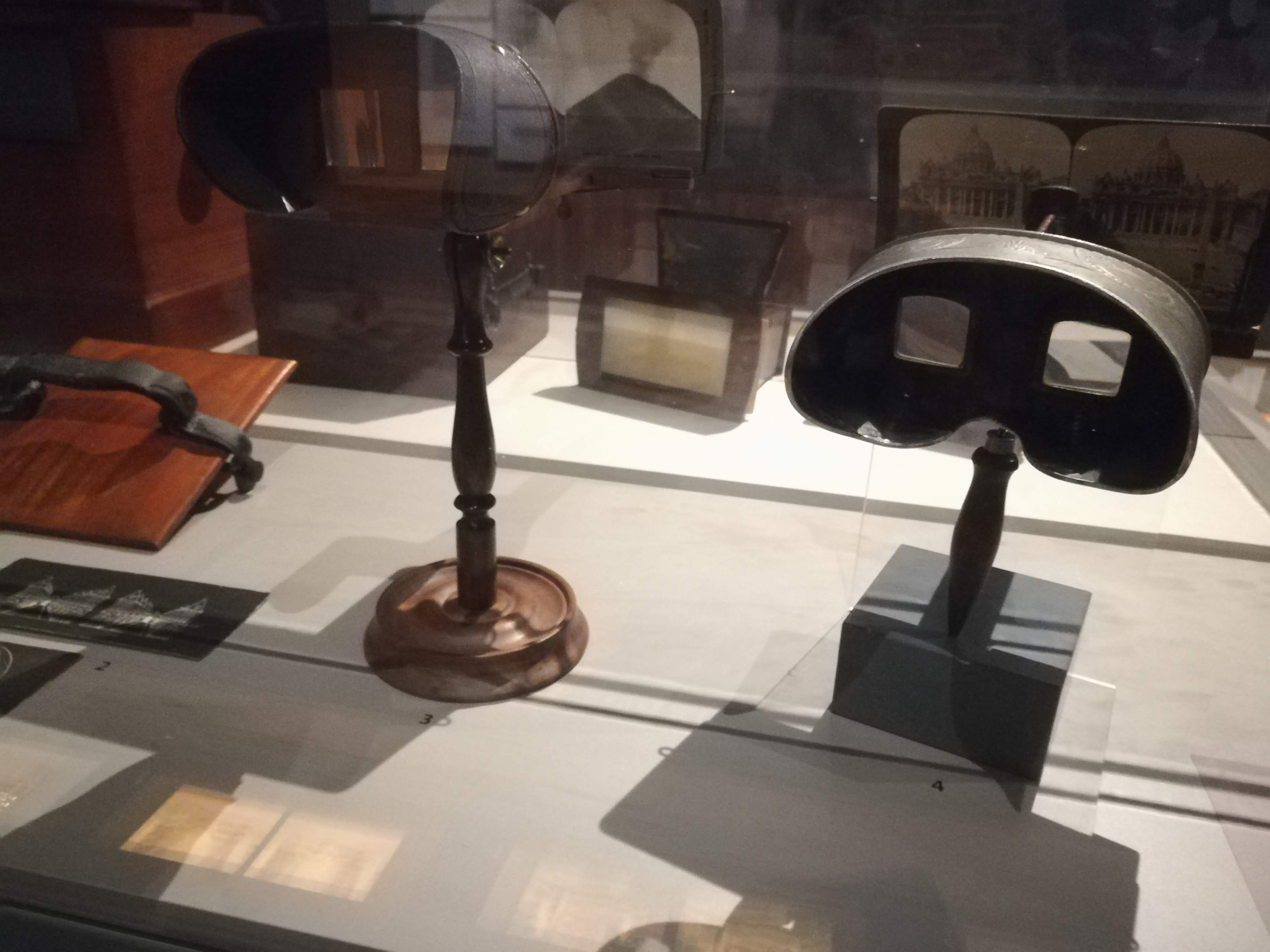
Ulleres per visualitzar els gravats